# П'ятто
П'ятто (італ. Piatto, п'єм. Piat) — муніципалітет в Італії, у регіоні П'ємонт,  провінція Б'єлла.
П'ятто розташовані на відстані близько 550 км на північний захід від Рима, 70 км на північний схід від Турина, 4 км на північ від Б'єлли.
Населення — 524 особи (2014).
Щорічний фестиваль відбувається 29 вересня. Покровитель — святий Архангел Михаїл.

## Демографія
Населення за роками:

Станом на 31 грудня 2007 року в П'ятто офіційно проживав 1 іноземець (громадянин Бразилії).
Станом на 1 січня 2023 року в муніципалітеті офіційно проживало 7 іноземців з 6 країн, серед них 2 громадяни країн Євросоюзу та 1 громадянин України.

## Сусідні муніципалітети
- Біольйо
- Каллаб'яна
- Камандона
- Моссо
- Куаренья
- Терненго
- Вальденго
- Валланценго
- Валле-Сан-Ніколао
- Вельйо